# Maria Shkanova
Maria Igorevna Shkanova (en russe : Мария Игоревна Шканова et en biélorusse : Марыя Ігараўна Шканава, Maria Igarauna Shkanava) est une skieuse alpine biélorusse, née le 18 octobre 1989 à Saint-Pétersbourg, en RSFS de Russie. Sa discipline de prédilection est le slalom.

## Biographie
Elle commence sa carrière dans des courses FIS en 2004 et en Coupe du monde en janvier 2012. Elle obtient son premier top trente en Coupe d'Europe en 2013 à Sotchi, année où elle obtient une médaille de bronze en combiné à l'Universiade au Trentin.
En janvier 2017, Shkanova marque ses premiers points en Coupe du monde avec une 23e place au slalom de Zagreb. Cette même année, elle remporte trois médailles à l'Universiade dont l'or en slalom.
Elle participe aux Jeux olympiques d'hiver de 2010, de 2014 et de 2018, où elle obtient son meilleur résultat avec une 28e place en slalom à Pyeongchang. Elle a aussi pris part à six éditions des championnats du monde entre 2009 et 2021, obtenant son meilleur résultat avec une 25e place sur le slalom en 2019 à Åre.
Elle obtient son premier top dix en Coupe d'Europe en 2021 (9e).

### Jeux olympiques
| Épreuve / Édition | Vancouver 2010 | Sotchi 2014 | Pyeongchang 2018 |
| Super G           | 33e            | Abandon     |                  |
| Slalom géant      | 40e            | 44e         | 38e              |
| Slalom            | 38e            | 29e         | 28e              |

### Championnats du monde
| Épreuve / Édition | Val d'Isère 2009 | Garmisch-Partenkirchen 2011 | Schladming 2013 | Saint-Moritz 2017 | Åre 2019 | Cortina d'Ampezzo 2021 |
| Super G           | 31e              | 29e                         |                 |                   |          |                        |
| Slalom géant      | Abandon          | 47e                         | Abandon         | Abandon           | 48e      | Abandon                |
| Slalom            | Abandon          | Abandon                     | Abandon         | 31e               | 25e      | 28e                    |
| Combiné           |                  |                             | Abandon         |                   |          |                        |
| Parallèle         |                  |                             |                 |                   |          | 1/16 Finales           |

### Coupe du monde
- Meilleur classement général : 113e en 2017.
- Meilleur résultat : 23e.

#### Classements
| Saison / Épreuve | Saison / Épreuve | Général | Général | Descente | Descente | Slalom | Slalom | Slalom géant | Slalom géant | Super G | Super G | Combiné | Combiné |
| ---------------- | ---------------- | ------- | ------- | -------- | -------- | ------ | ------ | ------------ | ------------ | ------- | ------- | ------- | ------- |
| Saison / Épreuve | Saison / Épreuve | Class.  | Points  | Class.   | Points   | Class. | Points | Class.       | Points       | Class.  | Points  | Class.  | Points  |
| 2017             | 2017             | 113e    | 8       | -        | -        | 51e    | 8      | -            | -            | -       | -       | -       | -       |

### Universiades
- Trentin 2013 :
  -  Médaille de bronze en combiné.
- Almaty 2017 :
  -  Médaille d'or en slalom.
  -  Médaille d'argent en combiné.
  -  Médaille de bronze en slalom géant.

### Jeux mondiaux militaires
- Sotchi 2017
  -  Médaille d'argent en slalom.